# كيفن لويس (لاعب كرة قدم أوروغواياني)
كيفن لويس (بالإسبانية: Kevin Lewis)‏ هو لاعب كرة قدم أوروغواياني في مركز الوسط، ولد في 1999 في Cebollatí ‏ في الأوروغواي. لعب مع بنيارول.